# Artesa (Castellón)
Artesa es una pedanía del municipio español de Onda, en la provincia de Castellón, situada a 3 kilómetros de su núcleo urbano. Pertenece a la comarca de la Plana Baja, Comunidad Valenciana.

## Urbanismo
Presenta una estructura urbana compacta dado las pequeñas dimensiones de la población. Artesa, esencialmente está formada por calles que descienden de la carretera  CV-223  hacia el Río Veo. Las edificaciones, sin pretensiones, son de dos plantas con cubierta de teja árabe y muros de piedra.

## Historia
Artesa se llamó «Artàs» durante el período de la Reconquista. Durante la época musulmana fue una pequeña alquería. La conquistó Jaime I de Aragón y la donó posteriormente a Martín de Novalles, según está escrito en el Llibre del Repartiment el 17 de junio del 1238. Fue habitada principalmente por moriscos. 
A mitad de camino entre Onda y Tales, en 1437 (según el testamento de Domènec Ros d'Orsins, Ribesalbes a 28 de diciembre de 1437) se estaba construyendo el Santuario de la Esperanza, que aún hoy existe. En él se conservaba una Biblia Políglota del siglo XV y la primitiva imagen de Nuestra Señora de la Esperanza, que databa del siglo XIV. Fue quemado en 1936 y todas las reliquias que contenía se perdieron en el incendio.
Cuando se produjo la Expulsión de los moriscos del Reino de Valencia, Artesa quedó deshabitada hasta que fue repoblada por cristianos. Junto al pueblo vecino de Tales, Artesa intentó independizarse en 1617, pero el rey no lo permitió aunque los desligó un poco más de Onda. Posteriormente Tales sí se independizó en 1842.

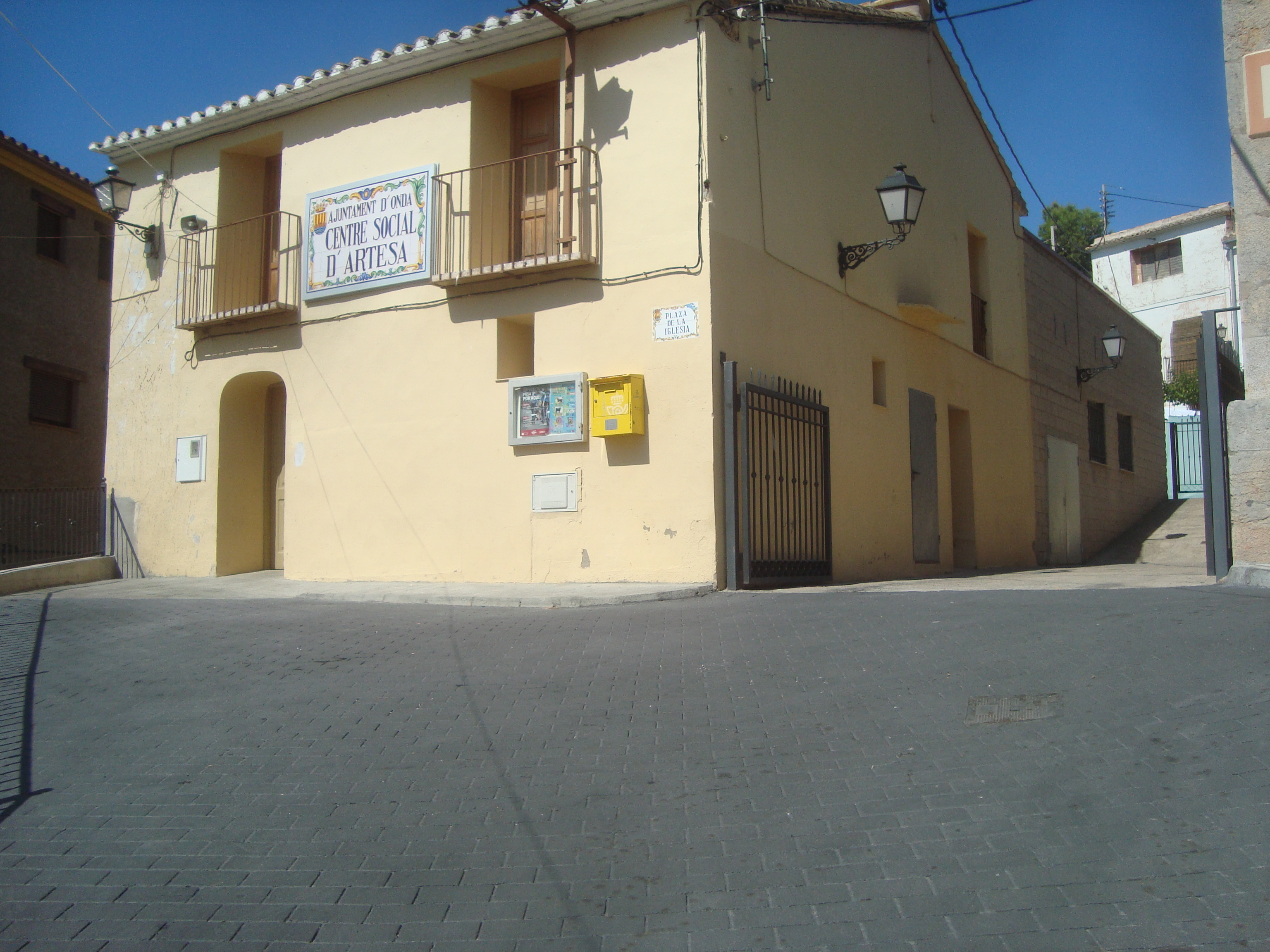
Centro social

En el censo de 1901 fue cuando Artesa tuvo el mayor número de habitantes de su historia, 343. Desde entonces fue descendiendo paulatinamente aunque en los últimos tiempos se ha incrementado.

## Demografía
| Gráfica de evolución demográfica de Artesa entre 1842 y 1860 |
| |
| Población de derecho según los censos de población del INE Población de hecho según los censos de población del INEEntre el censo de 1877 y el anterior, este municipio desaparece porque se integra en el municipio Onda. |

## Lugares de interés

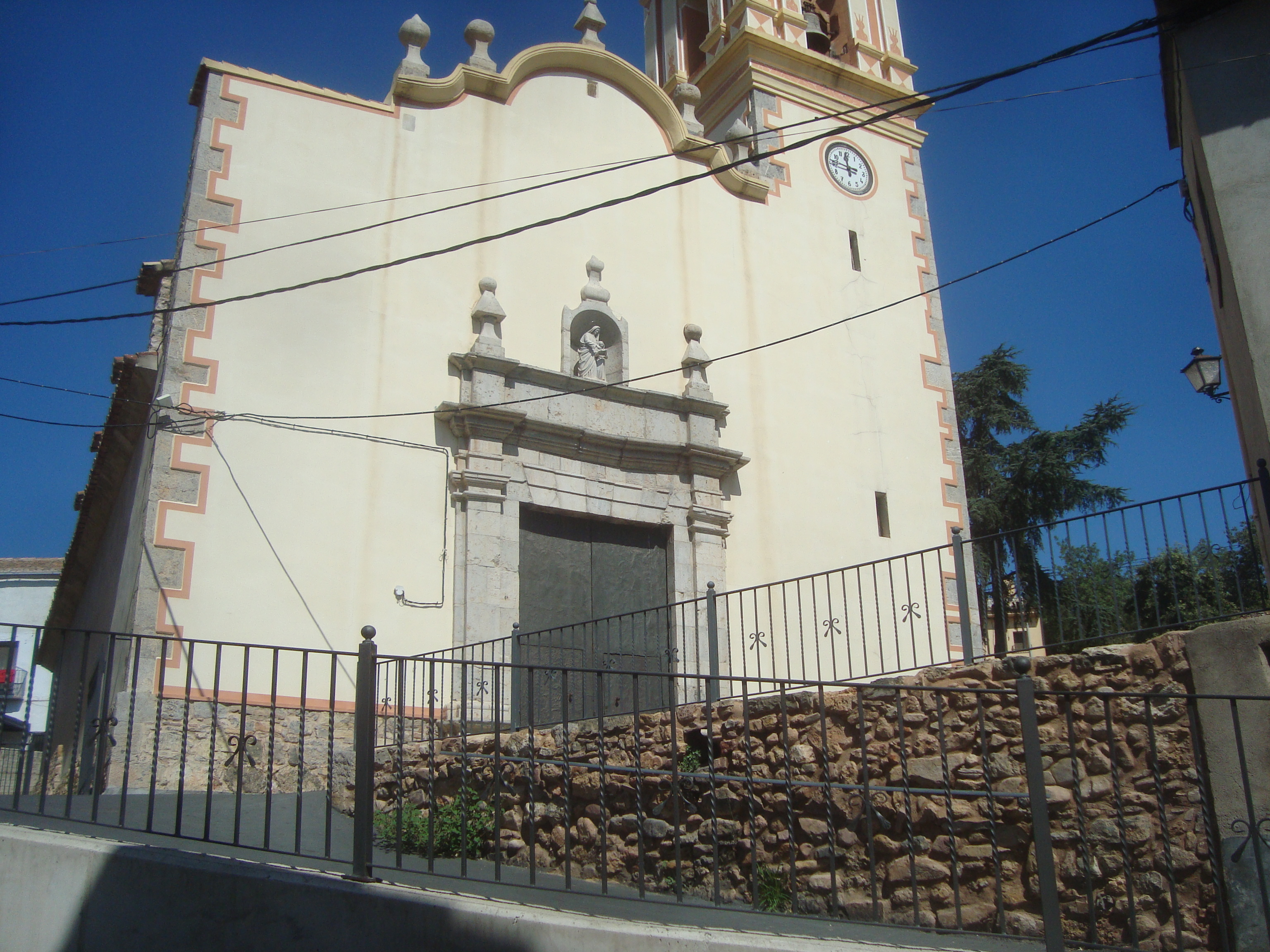
Iglesia de Santa Ana de Artesa (Onda).

Destaca la posición privilegiada que tiene la iglesia de Santa Ana. Esta iglesia está situada en una plaza de topografía compleja. Su arquitectura fue gravemente afectada por la guerra civil española (1936-1939), y en los últimos años ha sido restaurada. El templo data del siglo XVIII.
Artesa también cuenta con un lavadero del siglo XIX que se encuentra en un paraje agradable y tranquilo.